# Bob Lazier

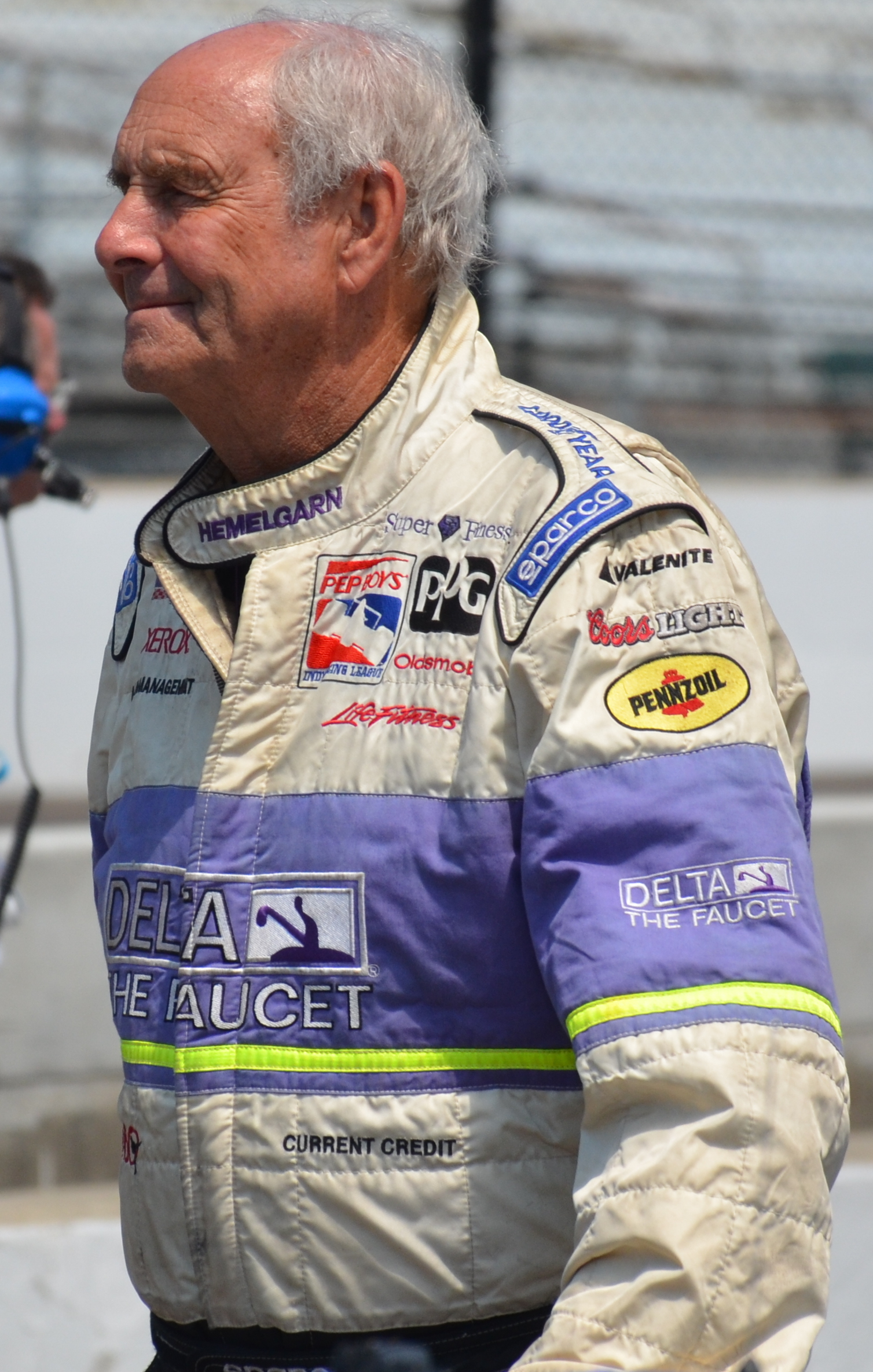
Bob Lazier (2018)

Robert (Bob) Lazier (Minneapolis, 22 december 1938 – Denver, 18 april 2020) was een Amerikaans autocoureur. Hij nam deel aan het Champ Car kampioenschap van 1981. Bob Lazier was de vader van Buddy Lazier en Jaques Lazier.

## Carrière
Lazier reed enkel een seizoen in de Champ Car. In 1981 reed hij de elf wedstrijden uit het kampioenschap voor het Fletcher Racing Team. Hij eindigde drie keer op een top 5 plaats in een wedstrijd. Op de Riverside International Raceway werd hij vijfde en hij werd vierde in beide races die dat jaar in oktober werden gehouden, op het circuit van Watkins Glen en op de Autódromo Hermanos Rodríguez in Mexico. Tijdens de 65e Indianapolis 500 die gehouden werd dat jaar moest hij na 154 ronden opgeven door een mechanisch probleem aan zijn wagen. Hij werd negende in de eindstand van het kampioenschap wat hem de trofee Rookie of the Year opleverde.
Hij overleed op 81-jarige leeftijd en werd een van de slachtoffers van coronavirus.